# Karl Deutsch (Mundartdichter)
Karl Deutsch (* 23. Februar 1859 in Imst; † 20. Dezember 1923 ebenda) war ein Tiroler Mundartdichter.

## Leben
Karl Deutsch studierte an der Universität Innsbruck Pharmazie. 1880 wurde er im Corps Rhaetia recipiert. Nachdem er das Studium als Magister abgeschlossen hatte, ließ er sich in seiner Heimatstadt Imst als Apotheker nieder. Später war er auch Bürgermeister. Er schrieb Gedichte in Oberinntaler Mundart, ab 1920 als freier Schriftsteller.

## Werk
- A Sträußl vom Berg, 1890
- Ernste und heitere Geschichten: Wo der Jochwind pfeifft, 1903
- Die Gottlosen, 1905 (Roman)
- Am Lugenbankl, 1912
- Der Jäger vom Steinsee, 1913 (aus den Tirolen Freiheitskämpfen von 1703)